# Sprundigia plana
Sprundigia plana är en insektsart som beskrevs av Nielson 1979. Sprundigia plana ingår i släktet Sprundigia och familjen dvärgstritar. Inga underarter finns listade i Catalogue of Life.